# Linaria amethystea subsp. multipunctata
Linaria amethystea subsp. multipunctata é uma subespécie de planta com flor pertencente à família Scrophulariaceae. 
A autoridade científica da subespécie é (Brot.) Chater & D.A.Webb, tendo sido publicada em Bot. J. Linn. Soc. 65(2): 264. 1972.

## Portugal
Trata-se de uma subespécie presente no território português, nomeadamente em Portugal Continental.
Em termos de naturalidade é endémica da região atrás referida.

## Protecção
Não se encontra protegida por legislação portuguesa ou da Comunidade Europeia.